# Пино, Жизель
Жизель Пино (фр. Gisèle Pineau, 1956, Париж) — французская писательница вест-индского происхождения.

## Биография
Родители — выходцы с Гваделупы, отец — военный, участник Второй мировой войны. Семья, колесившая за ним впоследствии по всему миру, вернулась на Антильские острова в 1970 (Жизель короткое время жила там раньше, в 1960). Будущая писательница училась на Мартинике, потом в Гваделупе. Вернувшись во Францию, два года проучилась в Нантере, где изучала современную литературу, но была вынуждена прервать учебу по финансовым соображениям. Вернулась в Гваделупу в 1979. Работала медсестрой в психиатрическом центре в Сен-Клоде на острове Бас-Тер. С 2000 опять живет в Париже.

## Произведения

### Романы
- 1992 : Un papillon dans la cité, роман для юношества
- 1993 : La Grande Drive des esprits (Большая премия читательниц журнала ELLE, Карибская премия Carbet)
- 1995 : L’Espérance-Macadam (книжная премия телевидения Заморских владений Франции)
- 1996 : L’Exil selon Julia (премия Terre de France, премия Rotary)
- 1998 : L'Âme prêtée aux oiseaux
- 1999 : Caraïbes sur Seine (премия о. Маврикий за роман для юношества)
- 2001 : Case Mensonge
- 2002 : Chair piment
- 2007 : Fleur de barbarie
- 2007 : Mes quatre femmes
- 2007 : C’est la règle
- 2008 : Les Colères du volcan
- 2008 : Morne Câpresse
- 2010 : Folie, aller simple: Journée ordinaire d’une infirmière (Карибская премия Carbet, выбор лицеистов)
- 2010 : L’Odyssée d’Alizée
- 2012 : Cent vies et des poussières

### Новеллы
- «Paroles de terre en larmes», «Ombres créoles», «Léna»// Paroles de terre en larmes. Paris: Hatier, 1987
- «Une antique malédiction»// Le Serpent à plumes, 15 (1992)
- «Aimée de Bois-Vanille»// Le Serpent à plumes, 28 (1994)
- Tourment d’amour// Écrire la Parole de nuit, la nouvelle littéraire antillaise, 1994
- «Piéça dévorée et pourrie»// Noir des Îles. Paris: Gallimard, 1995
- «Le ventre de Léocadie»// L’Express (octobre 1998)
- «Amélie et les anolis»// Nouvelles des Amériques/ Maryse Condé, Lise Gauvin, eds. Montréal: L’Hexagone, 1998
- «Les enchaînés»// Tropiques, revue négro-africaine de littérature et de philosophie 61 (2ème semestre 1998)
- Fichues racines// Paradis Brisé — Nouvelles des Caraïbes, 2004
- Nouvelles de Guadeloupe, 2009 (в коллективном сборнике, вместе с Фортюне Шалюмо, Симоной Шварц-Барт и Эрнестом Пепеном)

## Признание
Кавалерственная дама Ордена искусств и литературы.